# کاتارزینا پیتر
 کاتارزینا پیتر (انگلیسی: Katarzyna Piter؛ زادهٔ ۱۶ فوریهٔ ۱۹۹۱) یک تنیس‌باز اهل لهستان است.